# Estadio Luis Alfonso Giagni
El Estadio Prof. Luis Alfonso Giagni es un estadio de fútbol de Paraguay que se encuentra ubicado en la ciudad de Villa Elisa, a unos 16 km de la capital del país, Asunción. En dicho escenario, que cuenta con capacidad para 11 000 personas, hace las veces de anfitrión el equipo de fútbol del club Sol de América de la Primera División de Paraguay. Debe su nombre en honor a un connotado exdirectivo de la institución.
El 18 de octubre de 2013, fue inaugurado un sistema lumínico con el fin de albergar encuentros desarrollados en horario nocturno.
El 10 de agosto de 2016 se jugó por primera vez un partido oficial por un torneo continental en este estadio, cuando Sol de América recibió al club boliviano Jorge Wilstermann por la Copa Sudamericana 2016. El resultado fue empate a 1 gol.

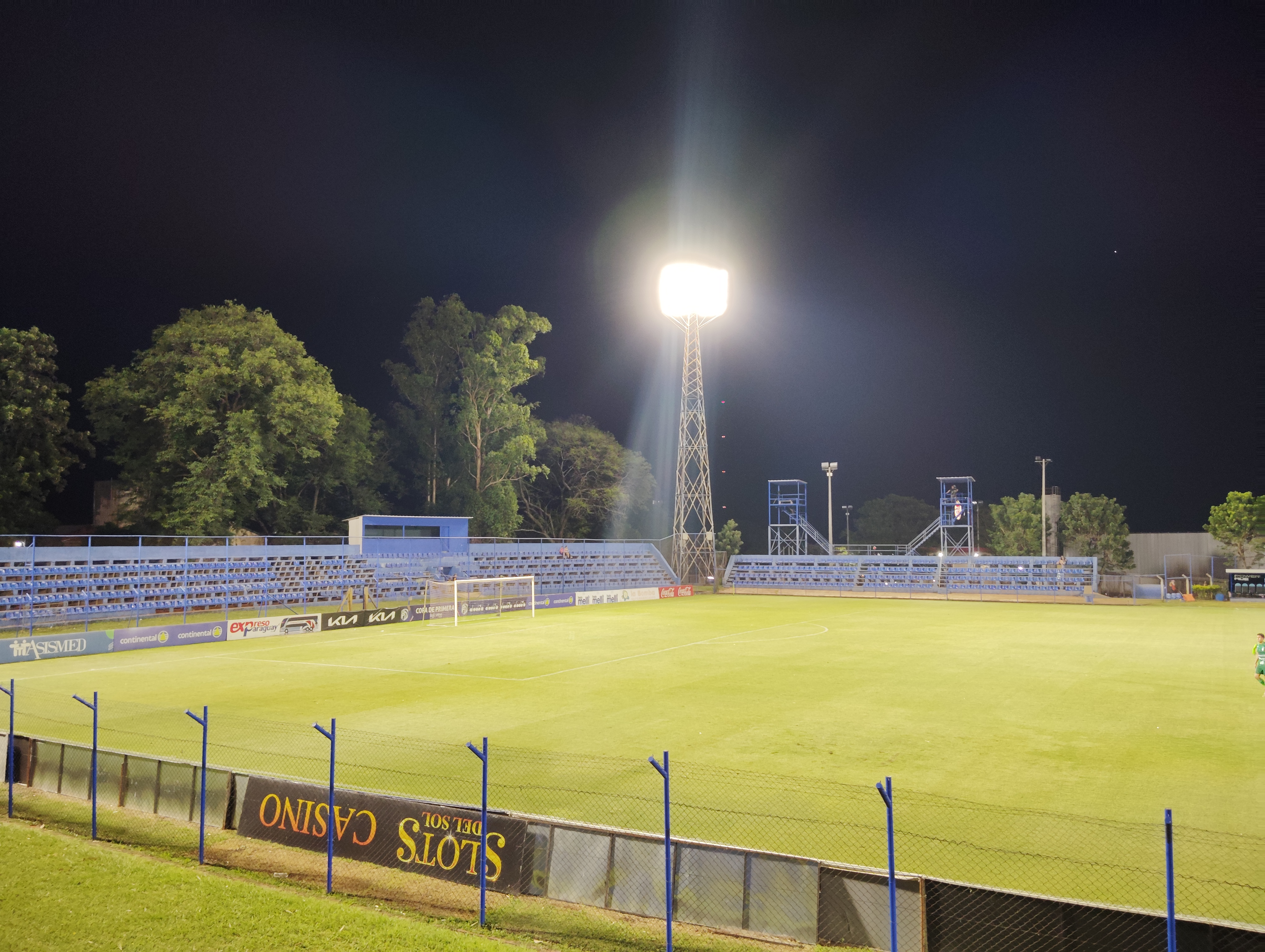
Vista de las graderías y el campo de juego.

El día viernes 22 de febrero de 2019, se inauguraba una pequeña ampliación de los sectores de graderías sur y este, con ella el aforo del estadio aumenta a 11 000 espectadores, fue durante el partido que protagonizaron los pares de Sol de América y Sportivo San Lorenzo, el encuentro tuvo inicio a las 18:45 y el resultado favoreció a los visitantes, bajo un contundente 1-6.

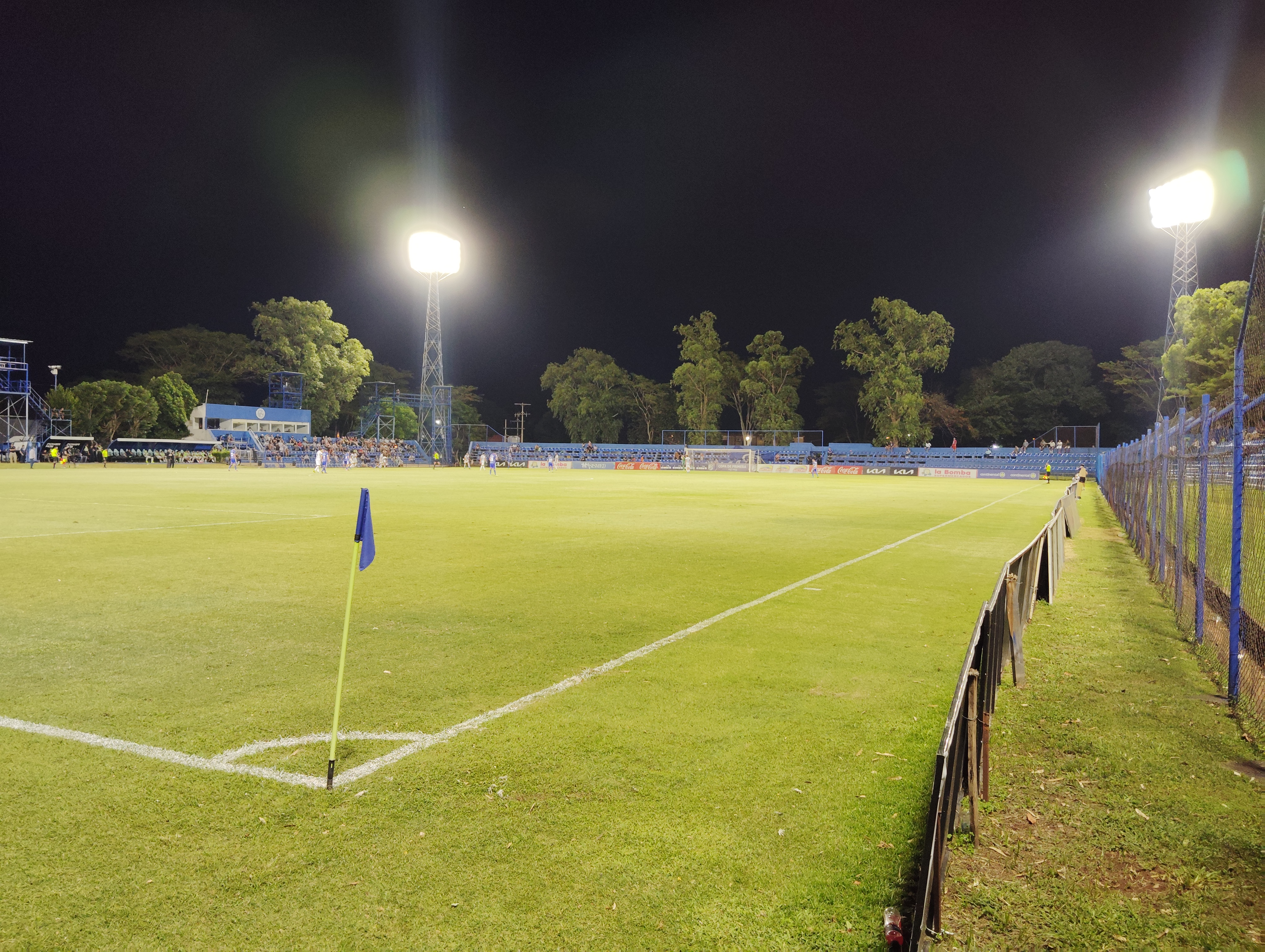
Vista del Campo de juego.

## Partidos internaciones oficiales

### Copa Sudamericana 2016
| 10 de agosto de 2016, 20:00 (UTC-4) | Sol de América      | 1:1 (0:0) | Jorge Wilstermann   | Estadio Luis Alfonso Giagni, Villa Elisa |                              |
|                                     | Ernesto Álvarez 80' | Reporte   | Gilbert Álvarez 51' | Árbitro(s): Esteban Ostojich             | Árbitro(s): Esteban Ostojich |

| 25 de agosto de 2016, 20:45 (UTC-4) | Sol de América        | 1:0 (1:0) | Sport Huancayo | Estadio Luis Alfonso Giagni, Villa Elisa |                            |
|                                     | Yonathan Samaniego 7' | Reporte   |                | Árbitro(s): Germán Delfino               | Árbitro(s): Germán Delfino |

| 20 de septiembre de 2016, 19:45 (UTC-4) | Sol de América        | 1:1 (0:1) | Atlético Nacional | Estadio Luis Alfonso Giagni, Villa Elisa |                       |
|                                         | Gustavo Velázquez 88' | Reporte   | Jhon Mosquera 13' | Árbitro(s): Juan Soto                    | Árbitro(s): Juan Soto |

### Copa Sudamericana 2017
| 31 de mayo de 2017, 18:15 (UTC-4) | Sol de América                                                                              | 7:1 (4:1) | Estudiantes de Caracas | Estadio Luis Alfonso Giagni, Villa Elisa |                        |
|                                   | Martín Giménez 5' · Isaac Díaz 9' (pen.), 38', 49' · Tomás Rojas 31', 47' · Marcos Duré 74' | Reporte   | Edgar Silva 12'        | Árbitro(s): Omar Ponce                   | Árbitro(s): Omar Ponce |

| 26 de julio de 2017, 18:15 (UTC-4) | Sol de América    | 1:3 (1:2) | Ponte Preta                         | Estadio Luis Alfonso Giagni, Villa Elisa |                              |
|                                    | Javier Toledo 11' | Reporte   | Jádson 8' · Lucca 45+1', 53' (pen.) | Árbitro(s): Wlison Lamouroux             | Árbitro(s): Wlison Lamouroux |

### Copa Libertadores Femenina 2017
Encuentros del Grupo B, jornada 1
| 8 de octubre de 2017, 18:00 (UTC-3) | Colo Colo                                                                                                | 5:1 (2:1) | Universitario     | Estadio Luis Alfonso Giagni, Villa Elisa |                         |
|                                     | Geraldine Leyton 8' · Bárbara Muñoz 41' · Nathalie Quezada 61' · Karen Araya 76' · Gloria Villamayor 85' |           | Pierina Núñez 32' | Árbitra: Yeimi Martínez                  | Árbitra: Yeimi Martínez |

| 8 de octubre de 2017, 20:15 (UTC-3) | Cerro Porteño                              | 2:1 (0:0) | Colón              | Estadio Luis Alfonso Giagni, Villa Elisa |                      |
|                                     | Ana Fleitas 56' (pen.) · Amada Peralta 80' |           | Catherin Berni 88' | Árbitra: Edina Alves                     | Árbitra: Edina Alves |

Partidos de las Semifinales
| 19 de octubre de 2017, 18:00 (UTC-3) | River Plate | 0:2 (0:0) | Colo Colo                                   | Estadio Luis Alfonso Giagni, Villa Elisa |                         |
|                                      |             |           | Yessenia Huenteo 48' · Geraldine Leyton 89' | Árbitra: Sirley Cornejo                  | Árbitra: Sirley Cornejo |

| 19 de octubre de 2017, 20:15 (UTC-3) | Audax/Corinthians                                   | 3:0 (1:0) | Cerro Porteño | Estadio Luis Alfonso Giagni, Villa Elisa |                         |
|                                      | Amanda Brunner 45' 89' · Byanca Alves de Araujo 60' |           |               | Árbitra: Susana Corella                  | Árbitra: Susana Corella |

### Copa Sudamericana 2018
| 12 de abril de 2018, 20:30 (UTC-4) | Sol de América          | 2:0 (1:0) | Independiente Medellín | Estadio Luis Alfonso Giagni, Villa Elisa |                              |
|                                    | Pablo Zeballos 21', 49' | Reporte   |                        | Árbitro(s): Michael Espinoza             | Árbitro(s): Michael Espinoza |

### Copa Sudamericana 2019
| 1 de mayo de 2019, 18:15 (UTC-4) | Sol de América                                              | 1:0 (0:0) (4:3 p.)         | Mineros de Guayana                                                         | Estadio Luis Alfonso Giagni, Villa Elisa |                               |
|                                  | Cesar Villagra 75'                                          |                            |                                                                            | Árbitro(s): Ivo Méndes Chávez            | Árbitro(s): Ivo Méndes Chávez |
|                                  |                                                             | Tiros desde el punto penal |                                                                            |                                          |                               |
|                                  | (1-0) Clar · (2-1) Jourdan · (3-2) Giménez · (4-3) Villalba |                            | Jiménez (0-0) · Rivero (1-1) · Sequera (2-2) · Camargo (3-3) · Covea (4-3) |                                          |                               |

| 22 de mayo de 2019, 18:16 (UTC-4) | Sol de América | 0:1 (0:0) | Botafogo      | Estadio Luis Alfonso Giagni, Villa Elisa |                            |
|                                   |                |           | Erik Lima 73' | Árbitro(s): Germán Delfino               | Árbitro(s): Germán Delfino |